# 安格雷
安格雷（法語：Ingré，法語發音：[ɛ̃ɡʁe]）是法国卢瓦雷省的一个市镇，位于该省西部，省会奥尔良市区西北，属于奥尔良区。

## 地理
安格雷（47°55'14"N, 1°49'27"E）面积20.82 平方千米，位于法国中央-卢瓦尔河谷大区卢瓦雷省，该省份为法国中北部省份，北起埃松省，西北接厄尔-卢瓦省，西南接卢瓦-谢尔省，南至涅夫勒省和谢尔省，东临约讷省，东北接塞纳-马恩省。
与安格雷接壤的市镇（或旧市镇、城区）包括：萨朗、比西圣利法尔、尚日、拉沙佩勒圣梅曼、奥尔姆、圣让德拉吕埃勒。

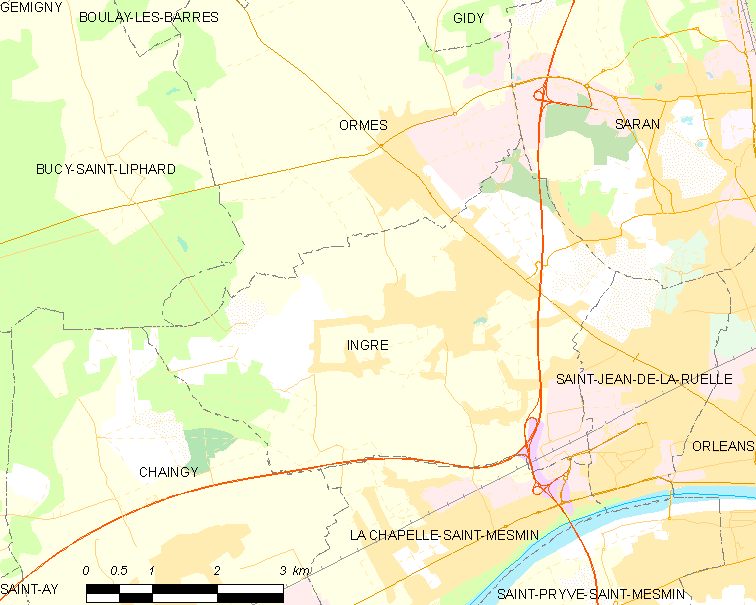
安格雷的OSM定位图

安格雷的时区为UTC+01:00、UTC+02:00（夏令时）。

## 行政
安格雷的邮政编码为45140，INSEE市镇编码为45169。

## 政治
安格雷所属的省级选区为圣让德拉吕埃勒县。

## 人口

1962-2008年间安格雷人口变化图示

安格雷于2022年1月1日时的人口数量为9838人。